# Awet Habtom
Awet Habtom, né le 1er janvier 1998 à Mendefera, est un coureur cycliste érythréen.

## Palmarès
- 2015
  -  Champion d'Érythrée sur route juniors
- 2016
  - 2e du championnat d'Érythrée sur route juniors
  - 2e du championnat d'Érythrée du contre-la-montre juniors
  - 7e du championnat du monde du contre-la-montre juniors
- 2017
  -  Champion d'Afrique du contre-la-montre par équipes (avec Meron Abraham, Amanuel Gebrezgabihier et Meron Teshome)
  -  Médaillé d'argent du championnat d'Afrique du contre-la-montre espoirs
  -  Médaillé de bronze du championnat d'Afrique du contre-la-montre
- 2018
  - 2e du championnat d'Érythrée du contre-la-montre espoirs
  - 2e du championnat d'Érythrée sur route espoirs
  - 3e du Tour d'Antalya

## Classements mondiaux
| Année           | 2017 | 2018   |
| --------------- | ---- | ------ |
| UCI Africa Tour | 10e  |        |
| UCI Asia Tour   | 467e |        |
| UCI Europe Tour |      | 1 050e |